# 安·兰德
愛麗絲·歐康納（英語：Alice O'Connor，1905年2月2日—1982年3月6日），原名阿莉萨·津诺维热夫娜·罗森鲍姆（羅馬化：Alisa Zinovyevna Rosenbaum），以筆名安·兰德（Ayn Rand）為人所知，是一位俄裔美國籍作家和哲學家。她以所發表小說和發展一種她命名為客觀主義的哲學體系而聞名。她在俄羅斯出生及受教育，後於1926年移居美國。她寫了一部戲劇，於1935年在百老匯上映。1943年，她以發表小說《源頭》聲名鵲起。 1957年，她出版往後她最為人知的作品之一《阿特拉斯聳聳肩》。此後，直到 1982 年去世，她才轉向非小說類作品來宣傳其哲學思想，同時出版期刊與散文集等。
她主張理性是獲取知識的唯一途徑；她拒絕信仰和宗教。她支持理性和道德的利己主義，拒絕利他主義。在政治上，她譴責發動武力是不道德的，反對集體主義、國家主義和無政府主義。相反，她支持自由放任資本主義，她將其定義為基於承認個人權利（包括私有財產權）的制度。 儘管她反對她認為屬無政府主義的自由主義，但她經常被與美國的現代自由主義運動聯繫在一起。 在藝術方面，她提倡浪漫現實主義（英語：Romantic realism）。除了亞里士多德、托馬斯·阿奎那和古典自由主義者之外，她對她所知的大多數哲學家和哲學傳統都持嚴厲批評態度。
她的小說受到了文學評論界的褒貶不一的評價。 儘管自她去世以來，學術界對她的想法的興趣有所增加，學術哲學家普遍忽視或拒絕她的哲學，因為她的反調（論述）方法且方法論缺乏嚴謹性。 她的著作在政治上影響了一些自由主義者和保守主義者。 客觀主義運動（英語：Objectivist movement）試圖將她的想法傳播給公眾和學術界。
她的哲學和小說裡強調個人主義的概念、理性利己主义（理性的私利）、以及徹底自由放任的資本主義。她相信人們必須透過理性選擇他們的價值觀和行動；個人有絕對權利只為他自己的利益而活，無須為他人而犧牲自己的利益、但也不可強迫他人替自己犧牲；沒有任何人有權利透過暴力或詐騙奪取他人的財產、或是透過暴力強加自己的價值觀給他人。她的政治理念可以被形容為小政府主義和自由意志主義，雖然她從來沒有使用第一個稱呼自稱過、而且相當厭惡第二個稱呼。
蘭德的小說所要表達的目標是要展示她理想中的英雄：一個因為其能力和獨立性格而與社會產生衝突的人，但卻依然奮鬥不懈朝他的理想邁進。

## 早年生涯
蘭德出生于俄羅斯聖彼得堡的一個猶太人家庭，是四名女兒（艾麗莎、娜塔莎、諾拉）中的長女。她的雙親是季諾維尼·日諾维耶夫娜·羅森鮑姆和安娜·鮑里斯歐娜·羅森鮑姆，兩人都是不可知論和不信神者。在她年幼的時候她便已展現出對文學和電影的興趣。她在7歲時開始撰寫電影劇本和小說。
她的母親教她法文，並且訂閱了一份以男孩為主要讀者對象的雜誌，在雜誌的連載故事中蘭德發現了她第一名童年英雄：希羅斯·帕東（Cyrus Paltons），一名虛構的印度軍官故事，故事名為「神秘的山谷」。在她幼年歲月裡，她閱讀了司各特、大仲馬和其他浪漫主義作家的作品，並表達了她對於浪漫主義運動的強烈熱情。在13歲時她開始接觸維克多·雨果的作品，很快便深深酷愛他的小說。後來她稱雨果為她最喜歡的小說家、以及世界上最偉大的小說家。

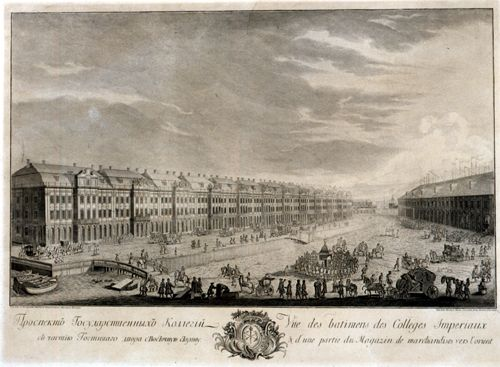
在瓦西里河築堤沿岸的聖彼得堡大學。

當1917年俄國革命爆發時蘭德只有12歲，她全家原先的平靜生活都因布爾什维克的崛起而打亂了。她父親的藥房被蘇聯政府所沒收充公，全家逃至克里米亞以求恢復經濟狀況。當克里米亞於1921年也被布爾什維克攻陷時，蘭德燒毀了她的日記，以免日記中強烈的反蘇聯言論被發現。蘭德接著回到聖彼得堡（列寧格勒）以就讀大學。她在列寧格勒大学社會教育系主修歷史。大學期間她在文學上的主要閱讀對象是弗里德里希·席勒、費奧多爾·陀思妥耶夫斯基和愛德蒙·羅斯坦德。她欣賞羅斯坦德作品中的浪漫想像、和席勒的華麗風格以及英雄般的佈局。她欣賞陀思妥耶夫斯基的戲劇感和他強烈的道德判斷力，但卻強烈反對他的哲學觀和他對於生命的態度。她在大學裡的社會教育系完成了為期三年的課程，在1924年10月13日順利獲得了畢業證書（證書編號No. 1552）。
蘭德繼續寫作短篇小說和電影劇本。她在1924年进入电影藝術學院學習電影劇本創作；不過在1925年底，她獲得了前往美國探親的簽證。

### 移民和婚姻
在1926年2月她抵達了美國，當時她只有21歲，乘坐郵輪抵達紐約市的港口，紐約市最後成了她的老家。她被紐約市蔓延至地平線的摩天大廈建築群所深深感動。她曾经在《源泉》里以盖尔·华纳德的口吻写道：
我要让人们在纽约地平线上看到世界最壮观的日落。尤其是人们不能看到详细的场面，而只看到大概轮廓的时候。这只是我想象中的大概轮廓和制造这些大概轮廓的想法。纽约的天空和人类的意志昭昭可见。你需要什么其他的信仰吗？那么人们会告诉我到热带雨林中某一阴暗潮湿的贫民窟里去朝圣的事。他们对着一座岌岌可危的破庙，对着一尊长着水罐肚子的色眯眯的石头怪物行祭奠之礼，这雕像是由一个患麻风病的野人雕刻的。那就是他们想看到的美丽和高超的创造力吗？他们在寻找崇高感吗？让他们来到纽约，在哈得逊河岸边，双膝跪地看吧！当我从我的窗子俯瞰这座城市的时候——不，我没有觉得我们多么渺小，但我觉得，如果战争袭来，威胁到这些的时候，我愿把自己抛向天空，扔到这座城市的上面，用我的身体保护这些建筑物。
在她前往芝加哥與親戚共處一小段期間後，她下定決心從此不再回到蘇聯，並立志前往好萊塢成為劇作家。接著她將名字改為「安·蘭德」。有傳聞宣稱她是因為雷明頓蘭德公司的打字機才改名的，但事實上她在打字機上市銷售前便已改名為安·蘭德了。蘭德指出她的姓是來自以西里爾字母拼湊的家族姓名，後來安·蘭德的研究也指出蘭德的姓和她的家族名「羅森包姆」的西里爾字母排序類似。她指出她的名字「安」是源自於一名芬蘭的作家，這可能是來自芬蘭-愛沙尼亞的作家爱诺·卡拉斯，不過這種名字在芬蘭語地區相當常見。
最初蘭德前往好萊塢奮鬥，接下一项臨時的工作以維持基本的生計。在一次偶然的面對面試鏡中她被著名的導演塞西尔·B·德米尔看中，使她獲得了一份臨時演員的工作，在《王中王》一劇中擔任群眾角色，並接著擔任劇本審稿人。同時她也在雷电华电影公司的服裝部門擔任指揮工作。
在好萊塢工作期間她遇上一位年輕演员弗蘭克·奥康諾，對他深感愛慕並主動追求他，兩人在1929年4月15日結婚。兩人的婚姻維持了50年之久，一直到奥康諾於1979年以82歲高齡去世為止。在1931年蘭德獲得了美國的公民籍；她對於美國深感驕傲，後來她在西點軍校的畢業典禮上向學軍校畢業生們發表演講道：「我可以說—這絕不是愛國的陳腔濫調，而是根基於完整的形而上學、知識論、倫理學、政治和美學的智慧基礎上說，美利堅合眾國是世界歷史上最偉大、最高貴、和在最初的建國原則上唯一道德的國家。」

## 小說
蘭德認為自己主要為哲學家而非小說家，但她有時會遭到學術界哲學家們的貶低，批評她的小說和非小說的書籍都只是針對廣大的讀者，而非出版於經過同行評審的學術期刊。蘭德對此則反駁道：歷史上有許多將偉大哲學理念以小說形式表達的作家—包括但丁、费奥多尔·陀思妥耶夫斯基、和阿尔贝·加缪，让-保罗·萨特等哲學家也同時以小說和非小說的作品來表達他們的哲學觀，而她只是遵循這一系列傳統罷了。
在一篇1991年《经济学人》介紹蘭德的文章中宣稱道：「蘭德的小說每年賣出約300,000本，鼓勵讀者大量思考他們自身，在立大功的同時也賺了大錢。所有她的書的新印刷版本都附帶著回函明信片，讓有興趣的讀者能更進一步了解『客觀主義』，作者的理念，混合了自由市場、冷酷的理性、和無辜的尼采的自尊」。

### 早期作品
蘭德第一次在文學上的成功是在1932年被環球電影公司買下的電影劇本《紅小卒》：「導演约瑟夫·冯·斯坦伯格原本考慮將其交由玛莲娜·迪特里茜演出，但俄國的劇情並不受歡迎，最後劇本被放棄了」。蘭德接著在1934年寫下了《1月16日夜晚》，並在後來於百老匯演出，這是一部審判劇，獨特之處在於演出時會挑選觀眾擔任陪審團，使得這部劇可能有兩種結局產生。
蘭德接著出版了兩部小說—《我们活着的人》（1936）和《颂歌》（1938）：「蘭德將我们活着的人描述為她最具自傳風格的小說，它的主題便是在共產主義統治下的俄羅斯生活之野蠻。」小說中嚴厲的反共主義論調也促使讀者回顧當時美國的狀況，也就是正值經濟大恐慌前後、有時被稱為「紅色十年」（The Red Decade）的時期，當時正是美國國內對社會主義思想的同情到達最高點的時期。客觀主義中心的Stephen Cox後來這樣評論道：「我们活着的人是在俄式社會主義思想最盛行於美國領導人之間的時期出版的。當時它並沒有吸引讀者的注意力」。
弗兰克·奥康诺和安·蘭德在康乃狄克州的史東尼河（Stony Creek）地區度過了1937年的夏天，弗兰克忙於夏季劇團的演出，而蘭德則致力於構思《颂歌》一書，書中描寫出反乌托邦的後果，虛擬在未來集體主義大勝後的場景。《颂歌》在美國並沒有找到出版商願意出版，因此首次出版是在英國。

### 源頭
蘭德的第一本主要的成功小說、也是她最暢銷的小說是1943年的《源头》，她總共花了7年時間撰寫這本小說。小說曾被12家出版商拒絕，他們認為那太過智慧而違背當時美國思想的主流。最後小說終於被Bobbs-Merrill出版公司接受，這主要是因為出版社編輯群中的一名成員Archibald Ogden大力推薦這本書（如果這本書不適合你，那我也不是適合你的編輯），出版後獲得空前的成功。《源頭》一書不只在美國、也在世界性獲得了勝利，帶給蘭德前所未有的名聲和財富。在出版後的第6年裡，這本小說已經賣出六百萬本，最後繼續保持每年賣出100,000本的紀錄。
在《源头》的成功後，蘭德又寫下了兩部電影劇本—Love Letters和You Came Along。

### 阿特拉斯耸耸肩
蘭德的鉅作《阿特拉斯耸耸肩》出版於1957年。由於之前《源头》的成功，《阿特拉斯耸耸肩》初版時便印刷了100,000本，這本書同樣成為了國際性的暢銷書。
《阿特拉斯耸耸肩》經常被視為是蘭德所有小說中最廣泛陳述了客觀主義的一本。在小說的附錄中，蘭德對此總結道：
我的哲學，在本質上，是將人類當成英雄一般，以他的幸福作為他生命中的道德目的，以他高尚的行為達成建設性的目標，以理性作為他唯一的絕對原則。
《阿特拉斯耸耸肩》的主題為「人的心理在社會中扮演的角色」。蘭德將開創性的企業家讚揚為所有社會中最值得欣賞的成員，並強烈反對一般人們對企業家的怨恨情緒。這使得她在小說中想像某一天美國的企業家們全都開始「罷工」並隱居山林，美國的經濟和其社會將會逐漸崩潰。接著政府對產業施加更多原本已經相當要命的控制。小說裡也談到了性別的分歧、音樂、醫藥、政治、和人類能力等議題。

## 哲學和客觀主義運動
蘭德的客觀主義哲學包含了形而上学、科学哲学、伦理学、美学。簡而言之，客觀主義主張世界上存在著獨立於心靈之外的現實，而個人則透過他們的感官知覺與這些現實接觸，他們透過理性或是「沒有矛盾的識別」（non-contradictory identification）處理所接收到的資料，並進而將其轉化為知識，而一個人生命中適當的道德目的便是追求他們自身的幸福或是「理性的私利」，也因此唯一一個與此道德觀吻合的社會系統便是自由放任的資本主義制度（聆聽蘭德如何解釋客觀主義哲學 （页面存档备份，存于） ）。
知名的客觀主義者還包括纳达涅·勃兰登夫妻、阿伦·格林斯潘、列奥那多·培可夫，蘭德展開了客觀主義運動以散佈他們的哲學觀。

### 哲學根源
蘭德的哲學觀受到亞里士多德的極大影響。一些人注意到她的哲學與尼采的類似性，她也強烈批評康德的某些觀念。蘭德也稱她受到了约翰·洛克的影響，洛克將個人「擁有他們自身」的理想概念化，個人也都有權利擁有他們勞動生產出的產品，有生命、自由、和追求幸福的自然權利。更具體的說蘭德的哲學是屬於啟蒙時代以及理性時代的哲學。她偶而也會讚揚一些特定的哲學家，如斯宾诺莎、阿奎纳等。她似乎也相當欣赏美国的理性主义哲学家勃兰德·勃兰夏，勃兰夏就如同蘭德一般，認為「（理性和理性行動）在過去兩千年裡，從來沒有過像這半世紀以來這樣遭受如此之多、如此之嚴重、而如此之漫長的激烈攻擊。」

### 亞里士多德

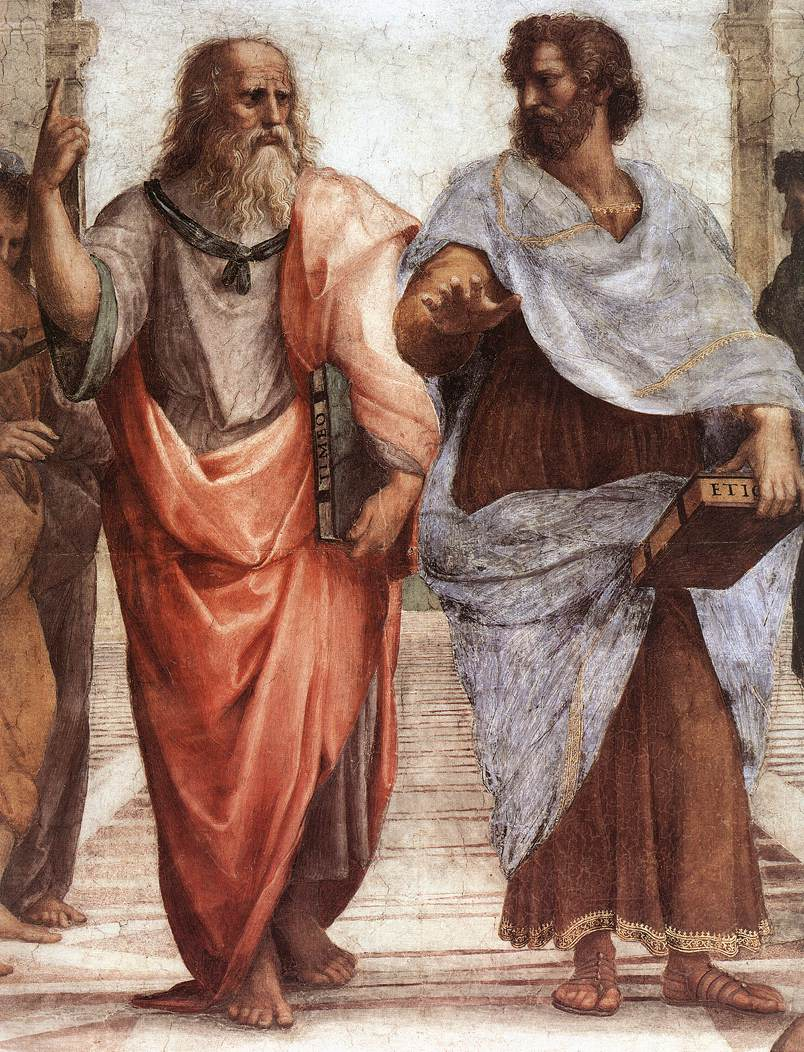
拉斐尔在雅典學院中所繪的柏拉圖（左）和亞里士多德（右）。亞里士多德手勢朝向地面，象徵了他認為知識是透過經驗觀察所獲得的概念。

影響蘭德最大的是亞里士多德，尤其是亞里士多德的推理法；她認為亞里士多德是最偉大的哲學家。特別是她的哲學反映出了亞里士多德學派的知識論和形而上學—亞里士多德和蘭德都主張「世界上存在著一個客觀而獨立於心靈以外的現實，而這種現實是可以為人所察覺的。」雖然蘭德後來開始批評亞里士多德的倫理學，但其他人則注意到她的利己主義倫理學「是屬於亞里士多德的幸福說（Eudaimonia）的一種形式，接近於亞里士多德所抱持的那一種...一種指引人類活著成功而繁榮的生活的制度，要『作為一個人』的生活。」蘭德自己主張「她的哲學與亞里士多德的差異處在於，她的哲學將本體（essences）視為屬於知識論而非形而上學。她想像亞里士多德是一個直覺主義的哲學家，認為本體的存在是具體的。」

### 尼采
在她早年生涯中，蘭德相當欣賞尼采的著作，並且的確接受了「尼采對於人類潛能的崇敬以及他對基督教和康德的哲學觀的強烈厭惡。」但她後來開始批評尼采，認為他的哲學是強調情感超過理性、對現實的主觀解釋超過真實現實的。爭議通常聚焦於蘭德和尼采之間的哲學觀聯繫程度，而非蘭德的哲學觀是否為尼采的延伸發展。Allan Gotthelf在On Ayn Rand中宣稱蘭德的《我們活著的人》一書的初版相當類似於尼采的哲學觀。Bjorn Faulkner和Karen Andre則指出蘭德在1934年寫下的《1月16日夜晚》一劇裡展現了某些尼采的哲學理論。Ronald Merrill則發現蘭德在《我們活著的人》於1959年再版時刪去了一些初版時的內容：「在書中，女英雄抱持著（雖然最後排除了）犧牲弱者以成全強者便是正義的觀點，而這明顯是尼采的概念」蘭德自己則否認和尼采有概念上的緊密連結，並在《我們活著的人》1959年之後的版本裡的文法和文體上改變了一些角色的特性。
在《源頭》裡，Gail Wynand這個角色最後的毀滅結局便是蘭德後期哲學觀排斥尼采的例子之一，亦即偉大是不可以藉由犧牲群眾來達成的：「她在（1934年）期刊裡提出了一種反對傳統非此即彼的倫理學的觀點。舉例而言，她在5月15日的記載裡，發現諸如Gail Wynand這個角色的尼采錯誤：為了試圖獲取權力，他們操弄群眾，但卻犧牲了他們原有的理想和價值觀，也因此成為了『那些群眾的奴隸。』也因此，一個獨立的人並不會將他的勝利隸屬於群眾之上。」到了最後，蘭德將她的哲學觀改變和尼采對她的影響和平共存，在《源頭》的初版25週年紀念版本的引言裡以尼采的名言總結道：「靈魂高尚的人必先自尊。」

### 康德
蘭德非常激烈的批評伊曼努尔·康德的哲學。他們兩人的哲學差異在形而上學和知識論上最大，而非康德知名的道德絕對令式，她對於康德的倫理學的批評是直接攻擊在形而上學和知識論上的基礎，但對於絕對令式道德觀是否能與客觀主義共存也有待爭議。蘭德和康德對於人類的概念、本體、和知覺有著相當不同的理論：在客觀主義的知識論上理性是最高的善，而理性和邏輯都可以用於了解客觀的現實。這直接的與康德的分析-綜合二分法直接相反，康德認為我們無法得知某些真實狀態和現實的知識（「自在之物」），而只能得知我們察覺這些現實的方式，舉例而言，我們可以確定我們無法想像某些物體可以延伸，但這不代表這些物體就必定無法延伸。蘭德則相信如果一個物體對於我們的知覺有所影響，那麼對於知覺的影響便能使我們獲得對於這個物體的知識。在最基本的層次上，它告訴我們物體是屬於一個特定的特徵，例如當物體影響了某人的感覺器官時，它便使某人得知特定的感覺；接著，那便代表了物體本身特性的知識。事實上康德是否會反對這樣淺略的現實主義原則仍有待爭議。在蘭德的觀點看來，康德的二分法將理性和合理性在現實世界切割為兩半—而這是對於人類本質的背叛。依據蘭德的說法：
「我曾在許多文章裡提到，康德是摧毀了現代世界的首腦…你會發現在每個基本的議題上，康德的哲學都是與客觀主義完全相反的」

而在The Objectivist雜誌的最後一期裡，她則進一步闡述道：
「假設你遇到一個瘋狂的、痛苦的年輕人並且…發現了他是被一個仇恨人類的怪獸所養大，那隻怪獸有計畫地癱瘓他的心智、破壞他的自尊、消滅他享樂的能力、並阻止他所有逃離困境的嘗試…這個年輕人就代表了西方文明，而那隻怪獸正是伊曼努尔·康德。」

### 客觀主義運動
在1950年代蘭德搬家至紐約市34街東邊的120號，並成立了一個客觀主義團體，故意選擇了一個諷刺的名稱「安·蘭德集团」（The Collective），集團成員包括了未來成為聯邦儲備局局長的阿伦·格林斯潘、以及一名年輕的心理學學生纳达涅·勃兰登，勃兰登受到了《源頭》的深刻影響。依據勃兰登的說法，「我在1949年寫了一封信給蘭德女士...接著我在1950年3月獲得一封邀請函前往她的住所參與私人集會，當時我距離20歲生日還有一個月」。
安·蘭德集团原先選在蘭德的公寓家中進行每週末的非正式聚會，一起討論客觀主義哲學；後來集團繼續扮演了更大、更正式的角色，共同編輯《阿特拉斯耸耸肩》，並在後來成立了「纳达涅·勃兰登研究所」（NBI）。通过这个研究所的努力，客觀主義運動在20世纪60到70年代逐漸擴散，研究所的成員前往遍及全美的城市進行演講和教學。研究所也創立了他們的報紙「客觀主義者報」（The Objectivist）。
在1960年代和1970年代，蘭德藉由她的小說和非小說著作發展並散佈她的客觀主義哲學，蘭德也经常到美國东部的各大学发表演讲，大部分是透過勃兰登創立的纳达涅·勃兰登研究所散佈她的哲學：「客觀主義者通訊後來擴展並且改名為客觀主義者報，包含了蘭德、勃兰登、和其他成員所撰寫的文章...分析當時的時事並將其客觀主義原則套用至平常的生活上」。

## 政治和社會觀點
蘭德的政治觀點強烈的擁護自由放任資本主義、反中央集權主義、反共主义。她讚揚她所謂英雄般的利己主義和個人主義的美國價值。她也強烈的厭惡神秘主義、宗教，以及徹底的反對慈善，她認為慈善將會引發怨恨個人快樂和成功的不良文化。蘭德也厭惡當時許多突出的自由派或保守派政治家，包括許多突出的反共主義者如哈利·S·杜鲁门、罗纳德·里根，以及约瑟夫·雷芒德·麦卡锡。她也反對美國捲入第一次世界大戰、第二次世界大戰、以及韓戰，但她也強烈譴責和平主义：「當一個國家訴諸發動戰爭時，它必須有一些目的，不問是對是錯，而是為某些東西而作戰—唯一正當的目的是自衛。」她反對美國捲入越戰：「如果你正在找尋最終的、極端自殺性的、在國際規模上的利他主義，那請你看看越戰：一場美國士兵不知為何而死的戰爭。」但她也覺得美國最後單邊的撤退是姑息的錯誤，因為那代表了蘇聯共產主義的勝利。

### 經濟
一般而言，蘭德的政治思想屬於傳統的古典自由主義。她曾表示過對路德維希·冯·米塞斯、亨利·赫茲利特等人的經濟思想的支持。路德維希·馮·米塞斯研究所對此說道：「很大一部分是因為蘭德的影響，才使米塞斯的著作開始受到政治上的重視」。

### 性別、性、和種族
蘭德對於性別角色的觀點也引發了不少爭議。她的著作裡支持男女在智慧上平等的概念（舉例而言，《阿特拉斯耸耸肩》裡的主角Dagny Taggart是一名親手勞動的鐵路人員），她認為男人和女人在生理學上的差異是導致男女在心理學上差異的主要來源。依據她的說法：「對一個真正的女人而言，女性的本質就是英雄崇拜—尋找男人的慾望。」（1968）在一次接受花花公子雜誌的採訪時，蘭德指出女性在心理上並不適合擔任總統，並強烈反對現代的女性主義運動，儘管其運動和她的哲學觀都有某些相同的目標。女性主義的作家Susan Brownmiller批評蘭德為「她自己性別的背叛者」，但其他人如卡蜜兒·佩利亞則注意到蘭德小說中「極度獨立的」女英雄們都未受「傳統的束縛...她們跟別人上床純粹是因為她們想要這樣做。」一些BDSM社群相當重視並支持蘭德的作品，因為她在小說中提出強烈定義的性別角色、加上對於權力差異的崇拜，使得「男人在形而上學上成為主導性的性別。」
另一個爭議的焦點是蘭德對同性戀的看法，依據蘭德在1971年在接受訪問時的回覆，蘭德個人認為同性性行為是「不道德」和「令人厭惡的」。更具體的說，她指出「同性戀的根源在心理上是不道德的」因為它「牽涉到了心理上的瑕疵、腐化、錯誤」然而，在同一場採訪中蘭德也指出「我不相信政府有權利禁止同性性行為。任何個人都有特權依據他的意願選擇各自的性生活。」以及「所有禁止同性性行為的法律都應該被廢除。我並不一定認為這些行為或態度是道德的，但要以法律干涉成年人之間的自願關係是不恰當的。禁止腐化未成年人心智的法律是恰當的，但成年人應該獲得徹底的自由。」
蘭德也捍衛私人公司擁有實行基於性向和種族的歧視的權利，蘭德主張她反對政府禁止私人公司實行歧視，是因為她將私人財產的重要性置於公民或「人權」之上，也因此她的觀點並沒有構成對這種歧視本身在道德上的認可。蘭德主張私人公司有絕對權利選擇拒絕雇用某些人，即使這種歧視是如何的不道德亦然，因為在這些情況下個人的權利並不會因此而被侵犯。
蘭德在道德立場上的確反對一些歧視，但她仍堅持個人和私人公司擁有實行歧視的權利，而政府不該對此進行干涉。她寫道：「種族主義是最底層、最原始的集體主義形式...認為一個人並非由其性格或行動來評斷，而是由一個群體或族裔的性格和行動加以衡量」但她也反對政府對此進行干預：「私人的種族主義是屬於道德議題而非法律議題—而這只有可能透過私人的方式加以解決，例如在經濟或社會上的聯合抵制。」

### 非美調查委員會證詞
在1947年紅色恐慌時期，蘭德曾擔任對政府有利的证人到“非美调查委员会”作证，她以自己在蘇聯生活時的親身經驗，指责1943年拍的影片《俄罗斯歌声》过于美化苏联人民的生活。蘭德指出這部電影刻意掩蓋和美化了當時蘇聯真正的社會經濟狀況以及在蘇聯的生活。除此之外，她相信美國即使是為了打敗納粹德國而不得不和蘇聯結盟，也不應該這樣虛構蘇聯生活的正面景象：
「如果我們有好的理由、如果這正是你所相信的，那好，為什麼不告訴我們真相？承認它是一個专政國家，但我們想要與之結盟。承認與撒旦是有其價值的，如同邱吉爾所說的，這是為了打敗另一個邪惡的政權—希特勒。這些都是很好的理由。但為什麼要掩飾俄國的真相？」
在調查結束後，當蘭德被問到她對於委員會的調查效率的感想時，她描述調查過程為「毫無效率的」。

## 晚年

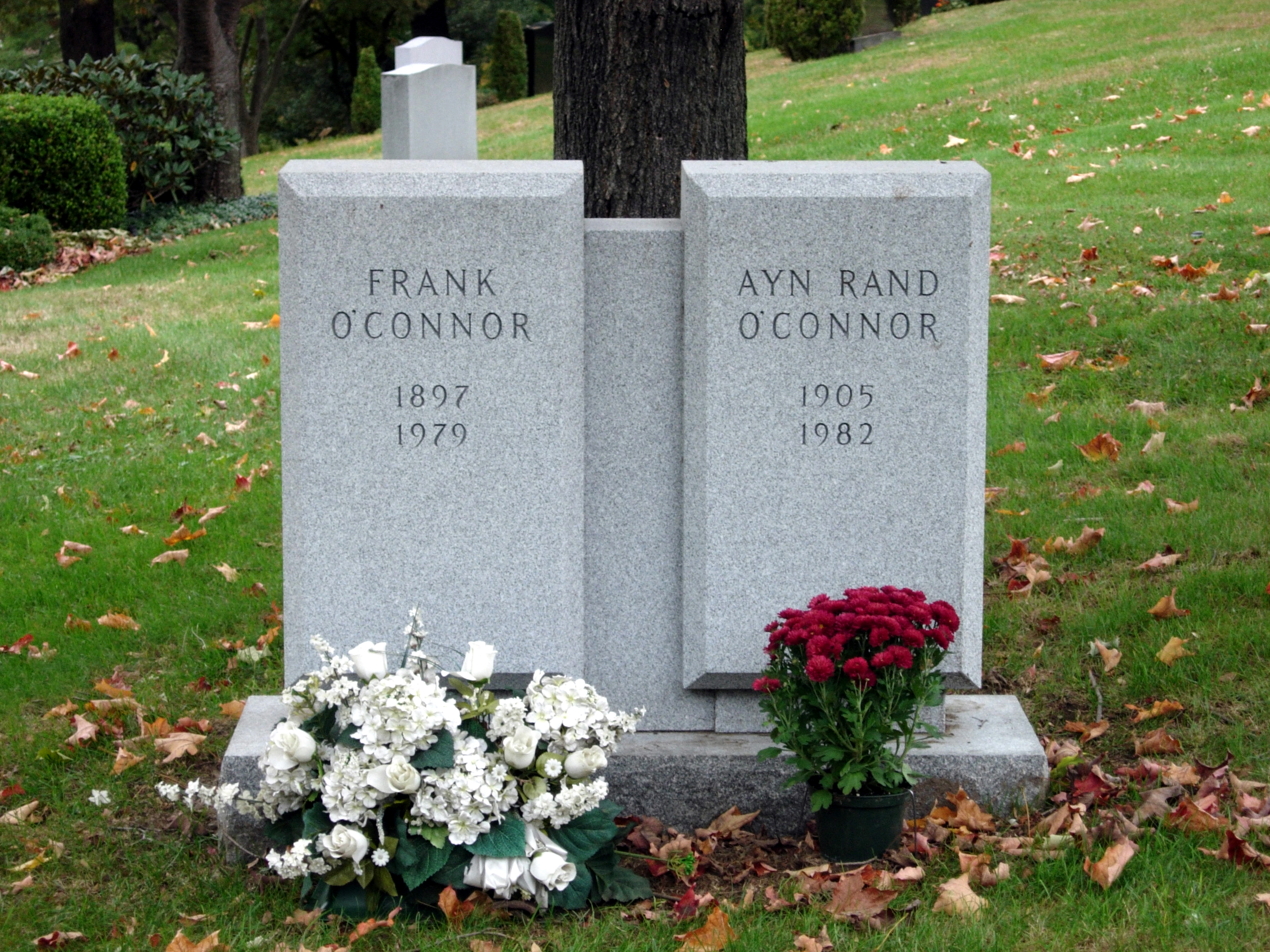
弗蘭克·奧康諾和安·兰德的墓碑。

在經過一連串複雜的分居後，在蘭德於1968年得知纳达涅·勃兰登和另一位女子也有私情後，她突然断绝和纳达涅·勃兰登及他的妻子芭芭拉·勃兰登的关系，也不再和纳达涅·勃兰登研究所有任何关系了。蘭德接著在「客觀主義者報」上发表了一篇公開信，宣布和勃兰登决裂的各種原因，提到了勃兰登的不忠实，但並没有透露自己和勃兰登的私情。兩人從此不再接觸，勃兰登成为了客观主义运动中一位“不受欢迎的人”。芭芭拉·勃兰登後來在The Passion of Ayn Rand一書中回憶當初她丈夫和蘭德相處的場景，指稱蘭德經常辱罵並指責他，蘭德還曾經這樣罵道：「如果你心中真還存有任何一點點的道德、任何一點點的心理健康—那麼我保證你接下來20年都會阳痿！如果你那話兒還能逞半點雄風的話，你就會知道那代表你的道德還要更糟！」

### 健康惡化和去世
在1973年蘭德曾短暫的和她最小的妹妹諾拉重聚，諾拉在那之前都還待在蘇聯。雖然蘭德曾寫了累計1,200封信寄給在蘇聯的家人，而且也試著安排他們前往美國，但她從1937年便停止了與他們通信，因為她在美國的郵局得知由於斯大林的大整肅，從美國寄去的信可能會危及家人的安全。蘭德在1973年接獲一封諾拉寫的信，於是便邀請她和她丈夫前來美國；但諾拉的觀點並沒有就此改變，在短暫相聚後仍自願返回蘇聯，蘭德因此相當失望。
蘭德在1974年接受了治療肺癌的手術，同時還必須忍受她和勃兰登的決裂、以及纳达涅·勃兰登研究所的解散帶來的煩惱。許多「安·蘭德集團」的親密朋友也離開各奔前程，在1970年代後期，她個人的活動和整個客觀主義運動都開始走下坡，而她的丈夫在1979年11月9日去世則帶給她進一步的打擊。她的最后工作之一是将《阿特拉斯耸耸肩》改编成电视剧本。她也計畫撰寫另一本小說To Lorne Dieterling，但只有寫到「初步草稿」而已。
儘管成功的治癒了腫瘤，蘭德仍在1年後的1982年3月6日於紐約市34號街的家中因心臟衰竭去世，被埋葬於紐約州瓦爾哈拉（Valhalla）的肯西科公墓（Kensico）。許多突出的蘭德追隨者都參加了她的葬禮，包括阿伦·格林斯潘在內。墳墓旁佈置了一個長達6英尺、以金錢$形狀設計的花圈，以象徵她對於資本主義的信念。

## 身後影響
蘭德的小說依然在全世界被廣泛販賣和閱讀，至少已有2,200萬本（直到2005年）小說賣出，並且每年保持500,000本左右的銷售量。在她死後，客觀主義運動內部的持續衝突導致各種獨立的組織叢生，其中有一些則宣稱繼承了她的嫡傳思想。蘭德和客觀主義在北美之外的地方知名度都不高，只有在歐洲有零星的書迷。据说最近兰德的小说在印度很流行，並且在非洲的讀者有逐漸增加的趨勢。她在以色列也有不少讀者。

### 安·蘭德協會
在1985年，原安·兰德集团的成员、也是蘭德指定的繼承人列奥那多·培可夫创建了“安·兰德協會”，并将安·兰德的名字注册为商标，成为发展客观主义的大本营，虽然违背了兰德生前的意愿，兰德希望将自己的名字和客观主义哲学分开，永远不要联系在一起，以保证她的思想可以继续发展下去。安·蘭德協會的主要目標是在學術界散佈客觀主義，尤其是在人文學科的大學系所；它也致力於將蘭德的著作和觀念散佈給高中和學院的學生。

### 客觀主義中心和阿特拉斯學會
另一次客觀主義運動的分裂發生在1989年，客觀主義者大衛·凱利（David Kelley）寫下了「對於制裁的質疑」，替自己參加非客觀主義的自由意志主義團體的行為作辯護：「這是為了回覆Peter Schwartz在The Intellectual Activist雜誌所寫的那篇文章，他要求那些與自由意志主義者聯繫的人必須被逐出這個運動...我觀察到客觀主義並不是一個封閉的信仰體制；我認為我們可以藉由與那些我們不同意的人溝通的過程中學習更多東西。」但安·蘭德協會則否認凱利對於這起分裂的解釋。之後列奥那多·培可夫在The Intellectual Activist雜誌的一篇文章中，主張客觀主義的確是一個封閉的體系，而真理和道德良善是直接相關的。
目前客觀主義中心的所長是Edward Hudgins，他同時也是傳統基金會、卡托研究所（自由意志主義的主要智囊團）的成員，大衛·凱利則保有創立者和資深學者的頭銜。阿特拉斯學會和客觀主義中心也出版了「新個人主義者」（The New Individualist）的雜誌。在最近的日德蘭郵報事件中，新個人主義者雜誌是美國第一本敢將聲名狼藉的穆罕默德卡通置於封面的雜誌。|time=2015-05-05T16:48:22+00:00}}

### 大眾文化
紐約時報的「Book Notes」專欄在1991年對國會圖書館和每月讀者俱樂部的調查中，蘭德的《阿特拉斯耸耸肩》被讀者俱樂部成员列為第二具影響力的書籍，僅次於聖經。
在第四季的辛普森（名為「A Streetcar Named Marge」的一集）中，瑪姬·辛普森被安排就讀的學校名為「安·蘭德小孩學校」，學校裡禁止奶瓶和奶嘴以鼓勵小孩發展「心中的奶瓶」，另外校長還閱讀一本名為「源頭飲食」的書。
一個名為「The Atlasphere （页面存档备份，存于）」的線上社區聚集了不少蘭德的書迷，並建立一個網誌記載有關蘭德的重要報導和受到蘭德影響的名人，而「Randex」則收集了有關蘭德和她的作品的最近新聞。
2007年發行的電腦和XBox遊戲《生化奇兵》（Bioshock）則將場景設定於一個終極的資本主義和個人主義天堂「Rapture」，由一名叫做「Andrew Ryan」（顯然指的是「Ayn Rand」）的蘇聯流亡者在1946年所創立，場景設定幾乎就是蘭德理想中的世界，儘管城市在遊戲中已陷入毀滅。

### 哲學影響
在分析哲學——英語國家主流的哲學運動裡，蘭德的作品通常都被忽略。沒有任何分析哲學的主要研究大學將蘭德或客觀主義視為是重要的哲學部分或研究領域。而許多歐陸哲學的支持者和學者也批評蘭德對於私利的擁護，因此也很少重視蘭德的作品和客觀主義運動。不過，在一些頂尖的學術機構如德州大學奧斯汀分校、俄亥俄州的愛許蘭大學、以及匹茲堡大學裡，研究蘭德的哲學可以獲得獎學金。安·蘭德協會的客觀主義學院中心所提供的課程也是通過認證的，在那裡學習客觀主義課程的學生也可以獲得大學的學分。

## 批評

### 對其寫作水平的批評
蘭德的小說—尤其是她的鉅作《阿特拉斯耸耸肩》獲得的評論褒貶不一。批評者認為這些小說往往過於冗長，而且以文學技巧不高的情節來重複許多哲學概念。一些批評者認為蘭德的理想主義哲學和她的浪漫文學風格是與自然和真實人類行為互相矛盾的。這些批評者宣稱蘭德的小說充斥著不切實際而膚淺的角色模型，讓蘭德能以此作為褒貶的對象。在小說中客觀主義的完美英雄都難以置信地富裕、聰明、俊美、並且免於遭受質疑，而他們的對手則是虛弱的、可憐的、不穩定的、並缺乏想像力和天資。兰德對這些批評的回覆則是发表了《我作品的目标》（1963年）一文，和其他收集在她《浪漫的宣言：一种文学的哲学》（1975年）一书中的散文，说明她的目的是写出一种理想的人物，不是现实中存在的，而是应该和可能存在的人物。除此之外，蘭德小說的擁護者指出她的英雄都不是徹底完美、而且也不是每個都很富裕，而反面人物也並非都是虛弱而可憐的。

### 對其品行的批評
歷史學研究者凱特·斯通曼（Kate Stoneman）博士對安·蘭德關於自己生平的説法及其部份言行作出了一系列抨擊，批評她在講述自己的早年生活時撒謊、暗中為蘇聯服務、對於西方的哲學思想的瞭解不足和欽佩變態殺人犯威廉·愛德華·希克曼（William Edward Hickman）的犯罪行為等等。

## 著作

### 小說
- 《1月16日夜晚》Night of January 16th (1934) ISBN 978-0-452-26486-1
- 《我們活著的人》We the Living (1936) ISBN 978-0-451-18784-0
- 《頌歌》Anthem (1938) ISBN 978-0-451-19113-7
- 《源頭》The Fountainhead (1943) ISBN 978-0-451-19115-1
- 《阿特拉斯耸耸肩》Atlas Shrugged (1957) ISBN 978-0-451-19114-4

### 非小說
- For the New Intellectual (《致新知識分子》)(1961)
- The Virtue of Selfishness (《自私的美德》或《自私的德性》） (與纳达涅·勃兰登合著) (1964)
- Capitalism: The Unknown Ideal（《資本主義：未知的理想》）與纳达涅·勃兰登、阿伦·格林斯潘、和Robert Hessen合著 (1966)
- Introduction to Objectivist Epistemology (《客觀主義認識論導論》)(1967)
- The Romantic Manifesto (1969)
- Return of the Primitive: The Anti-Industrial Revolution (1971)
- Philosophy: Who Needs It 去世後由列奥那多·培可夫出版 (1982)

### 逝世後出版的著作
- The Early Ayn Rand (由列奥那多·培可夫編輯和評論) (1984)
- The Voice of Reason (由列奥那多·培可夫編輯；以及列奥那多·培可夫和Peter Schwartz的額外論文) (1989)
- Introduction to Objectivist Epistemology second edition (由Harry Binswanger編輯；以及列奥那多·培可夫的額外資料) (1990)
- Letters of Ayn Rand (由Michael S. Berliner編輯) (1995)
- Journals of Ayn Rand (由David Harriman編輯) (1997)
- Ayn Rand's Marginalia : Her Critical Comments on the Writings of over Twenty Authors (由Robert Mayhew編輯) (1998)
- The Ayn Rand Column (由Peter Schwartz編輯) (1998)
- Russian Writings on Hollywood (由Michael S. Berliner編輯) (1999)
- Return of the Primitive: The Anti-Industrial Revolution (The New Left擴展版本；由Peter Schwartz編輯) (1999)
- The Art of Fiction (由Tore Boeckmann編輯) (2000)
- The Art of Nonfiction (由Robert Mayhew編輯) (2001)
- The Objectivism Research CD-ROM (將蘭德作品以CD-ROM方式收藏) (2001)
- Three Plays (2005)
- Ayn Rand Answers (由Robert Mayhew編輯)(2005)

### 電影
在沒有經過蘭德的承認或同意下，《我們活著的人》已經被拍成電影兩次，1942年的Noi vivi和Addio, Kira。在贝尼托·墨索里尼的統治下影片差點被審查制度禁止，但由於小說是根基於反蘇聯的意識形態而最終得以上映。影片相當的成功，觀眾很快便領悟到對抗法西斯主義和對抗共產主義根本是同一回事，政府在那之後便迅速禁止了這部影片。這些影片在重新剪接為新版本後被蘭德所批准，並於1986年以《我們活著的人》為名釋出。
源頭 （页面存档备份，存于）是好萊塢的電影（1949華納兄弟公司），由蘭德撰寫劇本。蘭德最初堅持由法蘭克·勞埃德·萊特設計電影中的場景，但因為萊特的收費過高而作罷。
《阿特拉斯耸耸肩》的電影版權於2003年被鮑德溫集團購買，拍攝尚在籌畫中。

### 戏剧
- 不败者 (1940年戏剧) （兰德将其1936年的小说《我们活着的人》改编为三幕剧，由乔治·艾博特担任制片人。1940年2月，该剧在百老汇比尔特莫剧院上演，由于尖锐的批评声仅仅六场演出后便收场了。[84][85]）

## 深入閱讀
- Baker, James T. . Boston: Twayne. 1987. ISBN 978-0-8057-7497-9.
- Branden, Barbara. . Garden City, New York: Doubleday & Company. 1986. ISBN 978-0-385-19171-5.
- Branden, Nathaniel. . San Francisco: Jossey Bass. 1998. ISBN 978-0-7879-4513-8.
- Branden, Nathaniel; Barbara Branden. . New York: Random House. 1962.
- Britting, Jeff. . New York: Overlook Duckworth. 2005. ISBN 978-1-58567-406-0.
- Gladstein, Mimi Reisel. . Westport, Connecticut: Greenwood Press. 1999. ISBN 978-0-313-30321-0.
- Gladstein, Mimi Reisel and Sciabarra, Chris Matthew (editors). . University Park, Pennsylvania: The Pennsylvania State University Press. 1999. ISBN 978-0-271-01830-0.
- Mayhew, Robert. . Lanham, Maryland: Rowman & Littlefield. 2004. ISBN 978-0-8108-5276-1.
- Mayhew, Robert. . Lanham, Maryland: Rowman & Littlefield. 2005. ISBN 978-0-7391-1031-7.
- Mayhew, Robert. . Lanham, Maryland: Rowman & Littlefield. 2004. ISBN 978-0-7391-0698-3.
- Paxton, Michael. . Layton, Utah: Gibbs Smith. 1998. ISBN 978-0-87905-845-6.
- Peikoff, Leonard. . The Objectivist Forum. 1987, 8 (3): 1–16.
- Peikoff, Leonard. . Plume. 1991. ISBN 978-0-452-01101-4.
- Rothbard, Murray N. . Port Townsend, Washington: Liberty. 1987. （原始内容存档于2007-03-07）.
- Sures, Mary Ann; Charles Sures. . Los Angeles: Ayn Rand Institute Press. 2001. ISBN 978-0-9625336-5-5.
- Sciabarra, Chris Matthew. . University Park, Pennsylvania: The Pennsylvania State University Press. 1995. ISBN 978-0-271-01440-1.
- Sciabarra, Chris Matthew. . The Journal of Ayn Rand Studies. 1999, 1 (1): 1–26  [2006-08-25]. （原始内容存档于2020-07-31）.
- Shermer, Michael. . Skeptic. 1993, 2 (2): 74–81  [2006-08-25]. （原始内容存档于2021-03-01）.
- Valliant, James S. . Dallas: Durban House. 2005. ISBN 1-930654-67-1.
- Thomas, William (editor). . Poughkeepsie, New York: The Objectivist Center. 2005. ISBN 978-1-57724-070-9.

## 外部連結

### 一般資訊
- Ayn Rand FAQ
- 安·兰德協會网站
- 哲学百科全书关于兰德条目 （页面存档备份，存于）
- American Writers: Ayn Rand （页面存档备份，存于） C-SPAN 2002 RTSP videos.

### 著作和演講
- Anthem — 《頌歌》的完整小說原文，已經進入公有領域
- Atlas Shrugged （页面存档备份，存于） — 小說大綱
- The Fountainhead （页面存档备份，存于） — 小說大綱
- We The Living （页面存档备份，存于） — 小說大綱
- "Philosophy: Who Needs It?" （页面存档备份，存于） — 對西點軍校畢業生的演講 - March 6, 1974
- Rand's HUAC testimony — 手稿
- We the Living — 錄影帶
- Ayn Rand的作品  - 古騰堡計劃
- Rand's papers at The Library of Congress （页面存档备份，存于）

### 電影
- 安·兰德在互联网电影资料库（IMDb）上的資料（英文）

### 宣揚蘭德哲學的組織
- The Atlasphere （页面存档备份，存于） — 各種有關蘭德的新聞
- The Ayn Rand Institute （页面存档备份，存于） — 蘭德指定的繼承人列奥那多·培可夫創辦的網站
- The Objectivism Reference Center
- The Objectivist Center （页面存档备份，存于）
- ObjectivismOnline.Net （页面存档备份，存于） — Contains forums （页面存档备份，存于） 部落格、論文、聊天室、和 客觀主義的維基 （页面存档备份，存于）
- The Forum for Ayn Rand Fans （页面存档备份，存于）
- SOLO Passion: Sense of Life Objectivists （页面存档备份，存于）
- TIA Daily （页面存档备份，存于） — Daily news and commentary from the Objectivist perspective by e-mail

### 蘭德的同僚
- Leonard Peikoff's website （页面存档备份，存于）
- George Reisman's website （页面存档备份，存于）
- Robert Hessen's website

### 批評觀點
- 安·兰德崇拜的社會學 由無政府資本主義者穆瑞·羅斯巴德所著，在LewRockwell.com blog